# Caripande
Caripande  é um vilarejo do município do Macondo, no Moxico Leste, em Angola.
Dista 150 km da capital provincial Cazombo e tem 7.000 habitantes. É um dos mais importantes postos de fronteira entre Angola e a Zâmbia, sendo o único com fronteira seca.
Caripande foi o local da morte do "Comandante Hoji-ya-Henda" (José Mendes de Carvalho), com 27 anos de idade. Foi sepultado próximo do rio Lundoji a 30 quilómetros do então quartel de Caripande, da Frente Leste/3ª Região Político-Militar. (14 de abril de 1968).